# 山一サービス
有限会社山一サービス（やまいちサービス）は、京都府船井郡京丹波町に本社を置く日本のバス事業者。
貸切バス事業・乗合バス事業の他、ガソリンスタンド事業などの石油販売や自動車部品販売、賃貸業なども行っている。

## 高速乗合バス

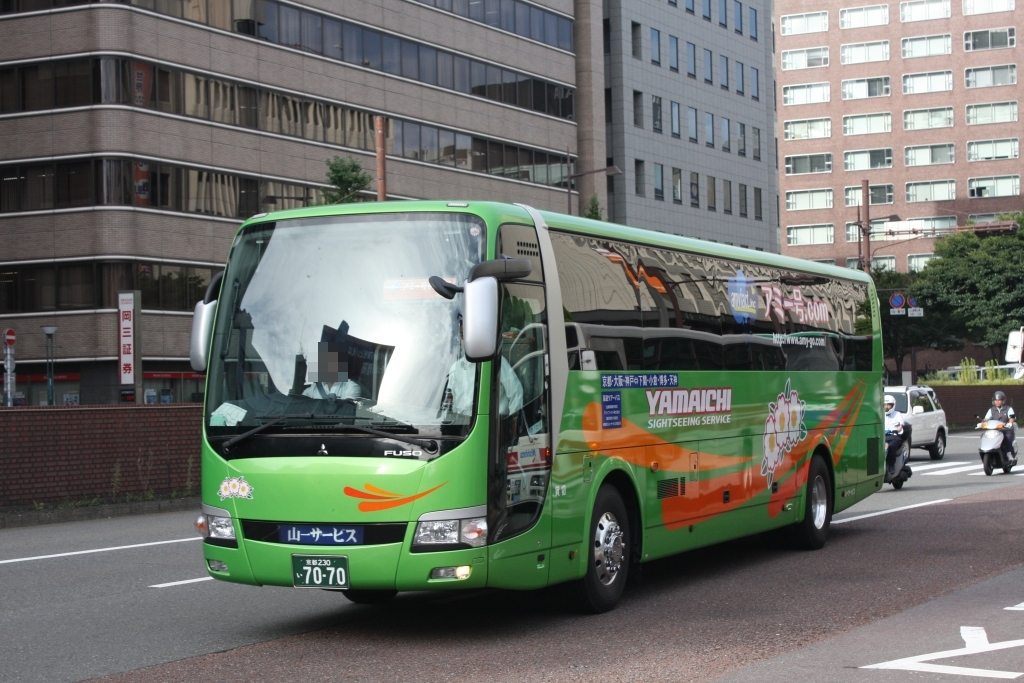
ツアーバス時代の「アミー号」・福岡市中央区にて

『アミー号』のブランド名で高速バスを運行している。2013年7月31日まではアミィファクトが企画・催行していたツアーバスであった。
- 701/702便 海浜幕張 ‐ バスターミナル東京八重洲 ‐ バスタ新宿 ⇔ 南草津 ‐ 京都 ‐ 梅田 ‐ USJ
- 703/704便 海浜幕張 ‐ バスターミナル東京八重洲 ‐ バスタ新宿 ⇔ 梅田 ‐ 神戸三宮 - 篠山口
- 731/732便（限定日運行） 池袋 - バスターミナル東京八重洲 - バスタ新宿 - 桜木町（乗車のみ）/横浜（降車のみ） ⇔ 南草津 - 京都 - 梅田

この他、千葉県の武井観光や新潟県のウエスト観光バス、サンライズカンパニーも同ブランドで高速バスを運行している。